# ارتباطات (مستند تلویزیونی)
ارتباطات (انگلیسی: Connections) نام یک مجموعهٔ مستند تلویزیونی به کارگردانی «میک جکسون» است که در سال ۱۹۷۸ از شبکهٔ بی‌بی‌سی پخش شد.
نویسنده، خالق و مجری این برنامه، مورخ علوم و تهیه‌کنندهٔ تلویزیون، «جیمز برک» بود که در همان سال، کتابی هم به نام «ارتباطات» (بر پایهٔ همین برنامه تلویزیونی) نگاشت.
در ساخت این برنامه با یک روش میان‌رشته‌ای‌، به تاریخ علم و اختراعات بشری پرداخته شده و نشان دادند که چگونه این اکتشافات و دستاوردهای علمی، یکی پس از دیگری و در کنار وقایع تاریخی، به پیشرفت تکنولوژی در جامعه مدرن کنونی انجامیده است.
آنچه در این برنامه به چشم می‌آید و یکی از چند دلیلِ محبوبیت آن بود، اجرای پُرحرارت و گیرای «جیمز برک» است که با بیان شیوا و طنز گاه‌به‌گاه خود، برنامه را هرچه بیشتر جذاب می‌نمود. به دنبال موفقیت این برنامه، ابتدا برنامهٔ مستند «روزی که کیهان دگرگون شد» در سال ۱۹۸۵ تهیه گردید و سپس دو دنباله دیگر به نام‌های «ارتباطات ۲» (۱۹۹۴) و «ارتباطات ۳» (۱۹۹۷) ساخته و از کانال «تی‌ال‌سی» پخش شد. همچنین در سال ۲۰۰۴ میلادی و به مناسبت ۲۵مین سالگرد نمایش آن در شبکهٔ پی‌بی‌اس آمریکا، شبکه «کی‌سی‌اس‌ام» برنامه‌ای به نام «ارتباطات دوباره» ساخت و در آن، ضمن مصاحبه با «جیمز برک»، به بازپخشِ قسمت‌های مهمی از این مستند پرداخت.
این مجموعهٔ تلویزیونی در دههٔ شصت خورشیدی در ایران دوبله و از تلویزیون پخش شد که در آن «شهاب عسگری» به‌جای «جیمز برک» صحبت کرده بود.

## عنوان قسمت‌ها
1. اثر محرک
2. مرگ در سپیده‌دم
3. صداهایی از دوردست
4. ایمان به اعداد
5. گردونه شانس
6. تندر در آسمان
7. زنجیرهٔ طولانی
8. بخور، بنوش و خوش باش
9. شمارش معکوس
10. دیروز، امروز و تو